# Premont British Cemetery
Premont British Cemetery is een Britse militaire begraafplaats met gesneuvelden uit de Eerste Wereldoorlog gelegen in de Franse gemeente Prémont (departement Aisne). De begraafplaats ligt aan de Rue de Bohain op 1,8 km ten zuidoosten van het dorpscentrum (Église Saint-Germain). Ze werd ontworpen door Charles Holden en wordt onderhouden door de Commonwealth War Graves Commission. De begraafplaats heeft een onregelmatige vorm met een oppervlakte van 1.526 m² en is aan drie zijden omgeven door een lage natuurstenen muur. Aan de straatzijde wordt ze begrensd door een beukenhaag met in de linkerhoek een houten hekje als toegang en in de rechter hoek een rond schuilhuisje. De zuidoostelijke muur is naar buiten toe licht gebogen met daartegen centraal het Cross of Sacrifice.  
Er rusten 572 doden waaronder 10 niet geïdentificeerde.

## Geschiedenis
Prémont werd op 8 oktober 1918 door de 30th American Division veroverd. De begraafplaats werd toen aangelegd en gebruikt door vier Casualty Clearing Stations die in oktober 1918 bij Bohain werden geïnstalleerd. De slachtoffers die hun verwondingen niet overleefden werden hier begraven. De begraafplaats werd gesloten in december 1918. Enkele jaren later werden nog 165 graven toegevoegd vanuit de volgende locaties: Bohain Station Military Cemetery in Bohain en Seboncourt Communal Cemetery in Seboncourt.
Onder de geïdentificeerde slachtoffers zijn er 513 Britten, 7 Australiërs, 6 Canadezen, 1 Zuid-Afrikaan, 1 Indiër en 34 Duitsers. 

## Graven

### Onderscheiden militairen
- Ivan Clarkson Maclean, kapitein bij Royal Army Medical Corps werd onderscheiden met de Distinguished Service Order en tweemaal met het Military Cross (DSO, MC and Bar).
- Huntly Wilson MacPherson, majoor bij de Royal Canadian Horse Artillery, A. Sutherland, majoor bij de Royal Horse Artillery, W.S.N. Curle, majoor bij de Royal Field Artillery, Fraser Morton Sheard, kapitein bij de The King's (Liverpool Regiment), Clifford Lees, luitenant bij de Duke of Wellington's (West Riding Regiment) en D.H. Bishop, onderluitenant bij de Durham Light Infantry werden onderscheiden met het Military Cross (MC).
- Alexander Douglas, korporaal bij de Royal Garrison Artillery, P.E. Richarson, korporaal bij de Royal Fusiliers en W.A. Griffiths, soldaat bij het Machine Gun Corps  werden onderscheiden met de Distinguished Conduct Medal (DCM). Richard de Lacy Leng, sergeant bij de King's Own Yorkshire Light Infantry ontving daarbij ook nog de Military Medal (DCM, MM).
- J. Nash, compagnie sergeant-majoor bij het Machine Gun Corps en  J. McConnachie, sergeant bij de Cameron Highlanders werden onderscheiden met de Meritorious Service Medal (MSM).
- verder ontvingen nog 20 militairen de Military Medal (MM).

### Aliassen
- sergeant Harry Beckson diende onder het alias Harry Bexon bij het Leicestershire Regiment.
- geleider Charles Borchard diende onder het alias Charles Clark bij de Royal Field Artillery.
- soldaat Frank Morris diende onder het alias C. Burrows bij het East Lancashire Regiment.